# Види жонглювання
Практика жонглювання розвинула широкий спектр схем та форм, які включають різні види маніпуляцій, усілякі реквізити, їх кількість і кількість жонглерів. Види жонглювання, які тут зазначені, можуть виконуватися як любителями, так і професіоналами. Кількість різновидів жонглювання велика, але не вичерпна, тому що ця практика розвивається і постійно створює нові моделі. Самі виконавці свідомо не відносять себе до якоїсь однієї з зазначених категорії. Навпаки, більшість жонглерів використовують дві або більше видів, комбінуючи різновиди жонглювання.  Деякі форми дуже часто змішують, наприклад: різна кількість та різні махінації з м’ячам; в той час як інші дуже рідко можна поєднувати. Багато Західних жонглерів також практикують інші види маніпуляцій з предметами, такі як діабло, диявольські палички, ящики для цигарок, фаєр-шоу, поі, трюки пов'язані з балансуванням та загальні циркові навички.

## Одноосібне жонглювання

### Класичне жонглювання
Класичне жонглювання – це вид найбільш розповсюджений і пізнаваний вид жонглювання. Предмети, зазвичай м’ячі, булави або кільця, які повторно підкидуються і ловляться різними способами та стилями.  
Термін, який використовується в англійській мові – toss juggling (букв. підкидне жонглювання) використовується небагатьма жонглерами, аби розрізняти "чисте жонглювання" (підкидуючи і ловлячи предмети) від ширшого спектру циркових навичок, які зазвичай асоціюються з терміном «жонглювання» такі як діабло, диявольські палички, ящики для цигарок та інше.  

#### М'ячі

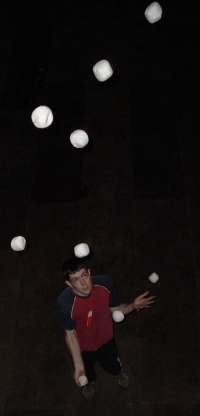
Пітер Кості жонглює 9 кульками

З метою ведення обліку та полегшення спілкування, терміни «м’яч» і «бінбеги» загалом взаємозамінні в світі жонглювання.  

##### Кількісне жонглювання
Кількісне жонглювання – це мистецтво та спорт збереження як можна більше предметів угорі. 7 або більше м’ячів чи кілець, а також 5 або більше булав загалом вважається порогом кількісного жонглюванням. Традиційно, метою було зробити звичайний трюк двічі так, щоб предмет було підкинуто і спіймано два рази. Більш нове покоління жонглерів схильні надавати перевагу «флеш» жонглюванню, що передбачає підкидання та піймання кожного предмету тільки один раз. Оскільки флеш набагато легше виконувати, ніж кількісне жонглювання, в процесі залишатимуться предмети, з якими було виконано «флеш», але ними ще не жонглювали. Наприклад, поточні світові рекорди такі: м’ячі / бінбеги – 11 кількісних, 14 флеш; Кільця – 10 кількісних, 13 флеш; і булави / палички – 8 булав кількісних, 9 паличок флеш, 9 булав флеш.  

##### Узори
Жонглери, які концентрують свою увагу на жонглюванні з використанням якнайбільше узорів, багато з яких генеруються за допомогою жонглерської нотації «сайтсвоп». Жонглери орієнтуються на естетичні варіації і намагаються жонглювати найдовші узори, найскладніші узори, або узори, де потрібно підкидати найбільше разів. Також вони часто жонглюють такі відомі трюки, як Міллс Месс, Burke’s Barrage, Rubenstein’s revenge більше ніж з трьома м’ячами.  

##### Трюк
Жонглери вчать або вигадують скільки забажають трюків і можуть поєднувати їх в унікальні послідовності. Зазвичай жонглер фокусується на: підкидання тілом, трюки з перехрещеними руками, мультиплекс (кидок однією рукою одночасно кілька предметів) і різні стилі піймання. Зазвичай, чотири або п'ять м'ячів використовують для жонглювання. Жонглери загалом стоять на одному місці і використовують лише руки.  

##### Техніка
Жонглювання, як правило, вважається «технічним», якщо навички є значно складними. Хоча багато жонглерів-артистів також технічні, термін зазвичай використовується для позначення тих жонглерів, які зосереджуються на більш важких рухах, замість того, щоб робити артистичне зображення або виконання. 

##### Тіло
Для маніпулюванням предметами можна використовувати усе тіло. Ці маніпуляції можуть набувати форми класичного жонглювання такі як підкидання та ловля, включаючи ловлю головою, руками, спиною, ногами та ступнями, а також включає в себе контактне жонглювання такі як перекати по голові та по рукам. Жонглер, який використовує усе тіло для жонглювання, може також використовувати форми руху, подібні танцю, змінюючи свою позицію, позу та орієнтацію, використовуючи своє тіло та реквізит під час хореографічного виконання. 

##### Відскік
Під час жонглювання з відскоком, потрібно, щоб силіконові або гумові м’ячі відскакували від твердої поверхні, як правило, від підлоги, перед тим, як знову їх спіймати. Існує декілька різних трюків з відскакуванням, змішуючи різні ритми, темпи і види підкидань, але найбільш популярним є кількісне відскакування. Жонглювання з відскакуванням легше досягти, ніж класичного жонглювання, тому що м’ячі ловляться на верху їхньої траєкторії, коли вони рухаються найповільніше.  

##### Футбол
Жонглювання футбольними, баскетбольними, волейбольними або м’ячами для водного поло. Класичні трюки – це обертання м’яча, накладання одного м’яча на інший, відбивати головую м’яч, плечем, ногою або від полу. Часто додають елементи контактного жонглювання, при цьому більші за розміром м’ячі перекочуються по тілу.  

#### Кільця
Кільця не такі популярні, як м’ячі або булави. Ось чому:  
- іноді піймати їх дуже боляче, особливо для початківців, тому що дуже тонкий поперечний переріз і жорсткий пластик можуть діяти як леза;
- навіть слабкий вітер може змінити їх траєкторію, тому ними жонглюють тільки в приміщенні;
- кільця краще кидати і ловити рукою над ліктем, на відміну від м'ячів і булав, в яких кидки і улови робляться нижче і в більш природній позиції;
- через їхній розмір, кільця можуть бути підкинуті дуже високо, особливо, якщо порівнювати з м’ячами.

Проте, коли жонглери почувають себе зручно з кільцями, їм вдається створити дуже ефектну виставу. Кільця є настільки ж вражаючими, як булави на сцені, але ними легше жонглювати, тому що їх не треба закручувати так само точно. 

##### Кількість
Кільця дуже добре підходять для кількісного жонглювання. Все тому, що завдяки своїй легкості та аеродинамічній будові, їх можна підкидати високо докладаючи менше зусиль, ніж для підкидання м’ячів або булави. Загалом кількісне жонглювання кільцями починається з 8 штук або більше. Деякі жонглери намагаються встановити світовий рекорд по найбільшій кількості кілець та по найдовшим виступам з наростаючою кількістю кілець.  

##### Трюки
Небагато людей використовують кільця, щоб створити новий трюк. Зазвичай, жонглери відтворюють на кільцях ті трюки, які вони відпрацювали з м’ячами або булавами. Хоча, навіть так, розроблювати трюки спеціально для кілець стає все більш популярним серед жонглерів.  

##### Техніка
Технічні жонглери кільцями орієнтуються на жонглювання п’ятьма або сімома кільцями. Вони фокусують свою увагу на виконанні таких трюків, як піруети, жонглювання над головою та за спиною. Зазвичай вони також опановують збирання всіх кілець над головою під кінець вистави, що має назву пулдаун (з англ. pulldown).  

#### Булава
Булава дуже популярна серед жонглерів, що виступають соло. Нижче зазначені загальнопоширені види жонглювання булавою.   

##### Кількісне жонглювання
Вважається, що 5-6 булав – початок для кількісного жонглювання булавами. Через те, що ці предмети важчі та більші в розмірі за м’ячі, а також через те, що їх потрібно правильно закручувати, кількісне жонглювання булавою набагато складніше і таким чином менш популярне за кількісне жонглювання м’ячами.  

##### Трюки
Багато трюків створюються спеціально для булав. Розмір та форма дозволяють «гратися» з балансуванням, перекатами, розмахуванням та ловленням іншого кінця. Більшість трюків виконуються стоячи на місці, використовуючи переважно руки та голову.  

##### Техніка
Технічні жонглери булавою орієнтуються на 3-5 булав. Існує багато рухів з булавами, серед них піруети, жонглювання над головою, за спиною, підкидання плечима тощо. Також жонглювання на балансування або відбивання головою. Багато жонглерів використовують нотацію «сайтсвоп», хоча це зустрічається частіше з м’ячами.  

#### Інші предмети
Для додавання показників часто використовують інші предмети. Тенісні ракетки, кидання ножів або факелів можна використовувати замість булави. Яблука або сирі яйця використовують іноді замість м’ячів. (Виконавець зазвичай під час вистави відкушує шматок яблука). Інші надзвичайні приклади включають: бензопили, кулі для боулінгу, або інші важкі та громіздкі предмети. Такі трюки, звичайно, набагато небезпечні, і виконуються, як правило, тільки досвідченими жонглерами. Деякі артисти поєднують предмети різної ваги, розміру та форми, що вимагає від них постійного корегування сили для підкидання кожного окремого предмета.  

### Контактне жонглювання
Замість підкидання м’ячів, жонглер може перекатувати їх по рукам або тілу. Зазвичай використовуються прозорі м’ячі (з акрилу чи пластику). Існує два різних типа контактного жонглювання. 1) Котити один або два м’ячі по рукам і тілу. 2) Тримання 3-8 м’ячів,  обертаючи їх в долонях. В такому жонглюванні часто використовують ідею «ізоляції». Створюється враження, що один м’яч висить в повітрі, а жонглер або інший м’яч обертаються навколо цього нерухомого м’яча.  

### Розмахування булавою
Двома булавами розмахують використовуючи різні візерунки, швидкості, напрямки та фази. Іноді жонглери підкидують булаву, але зазвичай вони тримаються в руках. Деякі класичні жонглери не сприймають розмахування булавою – справжнім жонглюванням, тому що реквізити не підкидуються та не ловляться.  

## Групове або парне жонглювання
Окрім самостійного жонглювання, жонглери також можуть передавати реквізити один одному, в парі або групі.  

### Передавання

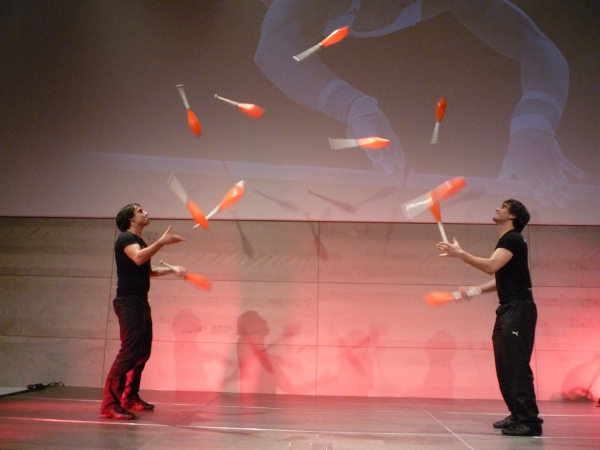
Мануель і Крістоф Міташ, світові рекордсмени з найдовшої передачі булав.

Два або більше жонглерів розподілять між собою візерунок, який будуть виконувати, зазвичай стоячи обличчям один до одного. Передавання предметів включає в себе багато видів жонглювання, найчастіше виконується з булавами.  

#### Кількість
Часто виконується з булавами, кільцями та підстрибуючими м’ячами, але не зі класичними. Команда із двох жонглерів, яка важко працює над собою разом, може іноді жонглювати вдвічі більшою кількістю булав, ніж якщо б вони окремо жонглювали. Небагато людей виконують якісь інші трюки, окрім кількісного жонглювання з кільцями та м’ячами.  

#### Трюки
Як правило, два жонглера орієнтуються на ті особливі трюкові можливості, які вони можуть використати під час передавання булав. Часто використовується один і той самий візерунок, який полягає в тому, щоб передавати реквізити між підкиданнями, наприклад, 6 булав і передача через 2 підкидання, або передача через 4 підкидання. Серед класичних підкидань: підкидання плечима, підкидання булави без обертання, ранні та пізні подвійні обороти, жонглювання однією рукою декількох предметів та ін. Також якісь трюки з одноосібного жонглювання можна додавати між передачами.  

#### Група людей
Для групи із трьох людей назначається той, хто буде їм віддавати реквізити (фідер). Зазвичай, є людина, яка кидає іншим і два або більше людей (фідер), які передають назад тільки йому. Цю схему можна розширити для більшої кількості жонглерів, перетворивши позицію у вигляді англійської V на позицію у вигляді англійської букви N, де дві людини передають назад одній, і на позицію у вигляді букви W, де п’ять чоловік передають назад одній.  Популярними утвореннями є трикутник, форма ігрека, лінія, квадрат і зірка. Візерунки жонглювання зазвичай досить прості, складність додається жонглерами, які обертаються або переміщаються у групі, міняючись місцями з фідером і назад. Класичний візерунок для 5 або більше жонглерів –  «Фіст», під час якого кожен передає реквізити по колу (а не фідеру), у напрямку за годиною стрілкою.  

#### Узори
Жонглери ускладнюють собі роботу та вигадають цікаві речі за допомогою «пасів» (передавання булави іншому), кидання самому собі, тримання в руках булави та «зіпів» (вихвачування булави з однієї руки іншою).  Їх додають через певну кількість підкидань і повторюються кожним жонглером. Найбільш класичними узорами вважаються типу «pass-self-self-self»  передав, жонглюєш сам три рази. Більш складними є ті узори, де кожен з 4 жонглерів виконує таку комбінацію «pass-zip-self-pass-pass-self-zip-pass» (передача, зіп, самостійно, передача, передача, самостійно, зіп, передача) у різному темпі. Звичайно, два жонглери також повинні знати кому вони передають після кожного кидка.  

#### Техніка
Базується на групі традиційних навичок для одноосібного жонглювання булавами. Як правило, передаються 6-9 булав, стоячи обличчям або спинами один до одного. Технічне передавання дуже складе, тому послідовності зазвичай спочатку ставляться на хореографію, щоб трюки спрацювали.  

### Інші види групового жонглювання

#### Спільне жонглювання
Також називають сіамським жонглюванням. Два жонглера стоять пліч-о-пліч і виконують візерунок, який зазвичай виконувала б одна людина. Візерунки, які жонглюють таким чином, виглядають симетрично, але можуть бути і несиметричними.  Діапазон візерунків і трюків спільного жонглювання простягається від кількісної передачі пліч-о-пліч до дуже складних махінацій руками всього з трьома м’ячами.  

#### Крадіжка
Одна людина жонглює звичайний узор. Інший жонглер краде все реквізити у партнера і утримує той самий узор без зупинок. Крадіжку можна провести спереду, ззаду, зверху, знизу або ж будь-якої сторони. При такому виді жонглюванні найчастіше використовують булави та м’ячі.   

#### Тейкаут
Від англійського “take out” – виймати. Під час таких трюків один жонглер краде всього один реквізит у іншого жонглера і замінює його на інший реквізит, або віддає той самий, але через декілька підкидань. Через схожість, цей тип іноді плутають з «крадіжкою».   

#### Синхронність
Було популяризовано професійним жонглером Томасом Дітцом. Два жонглери синхронно виконують трюки. Такий прийом складно зробити ідеально, але він візуально вражає.  